# Томский инструмент
Группа компаний «Томский инструмент» — инструментальный завод, специализация - производство режущего инструмента, располагается в Томске.
Компания производит под логотипом «ТИЗ» широкий спектр инструмента, в основном металлорежущего — свёрла, метчики, плашки, фрезы.

## История
Предприятие было создано в конце 1941 года на базе эвакуированного из Москвы в Томск завода «Фрезер». Называлось «Томский инструментальный завод» (ТИЗ), затем — «Томский завод режущих инструментов» (ТЗРИ), а после акционирования — ОАО «Томский инструмент» и ОАО «Производственное предприятие Томский инструмент».

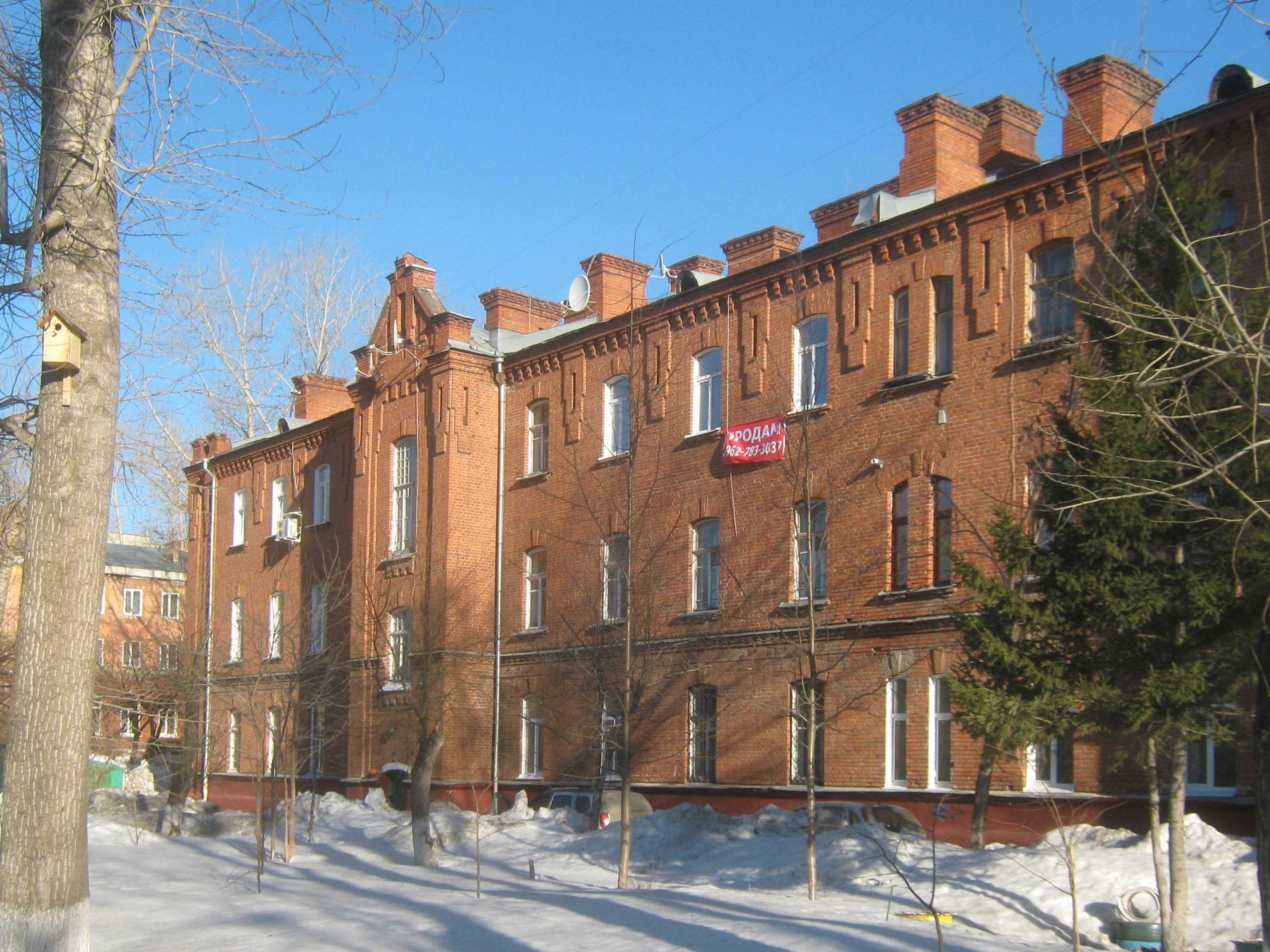
Заводоуправление ТИЗа в 1943—197x годах, улица Нахимова, 6
.

В советские времена предприятие занимало весь городской квартал между улицами Нахимова, Вершинина, Учебной и Кулёва. Площадь земельного участка около 8,5 га.
В 1998 году предприятие взяло валютный кредит на сумму $5 млн. под 18 % годовых для закупки американских станков фирмы Normac для производства высокоточных вышлифованных свёрл, однако тут же грянувший кризис 1998 года увеличил сумму в 4 раза, что сделало выплату невозможной, несмотря на огромную долю в прибыли валютной выручки.
В результате к 2000 году контрольным пакетом завладела компания «Новосибирский промстройпроект» под руководством М. Г. Карнакова. К 2002 году предприятие увеличило объемы производства и продаж на 40 %. Выручка по итогам года превысила $6 млн.

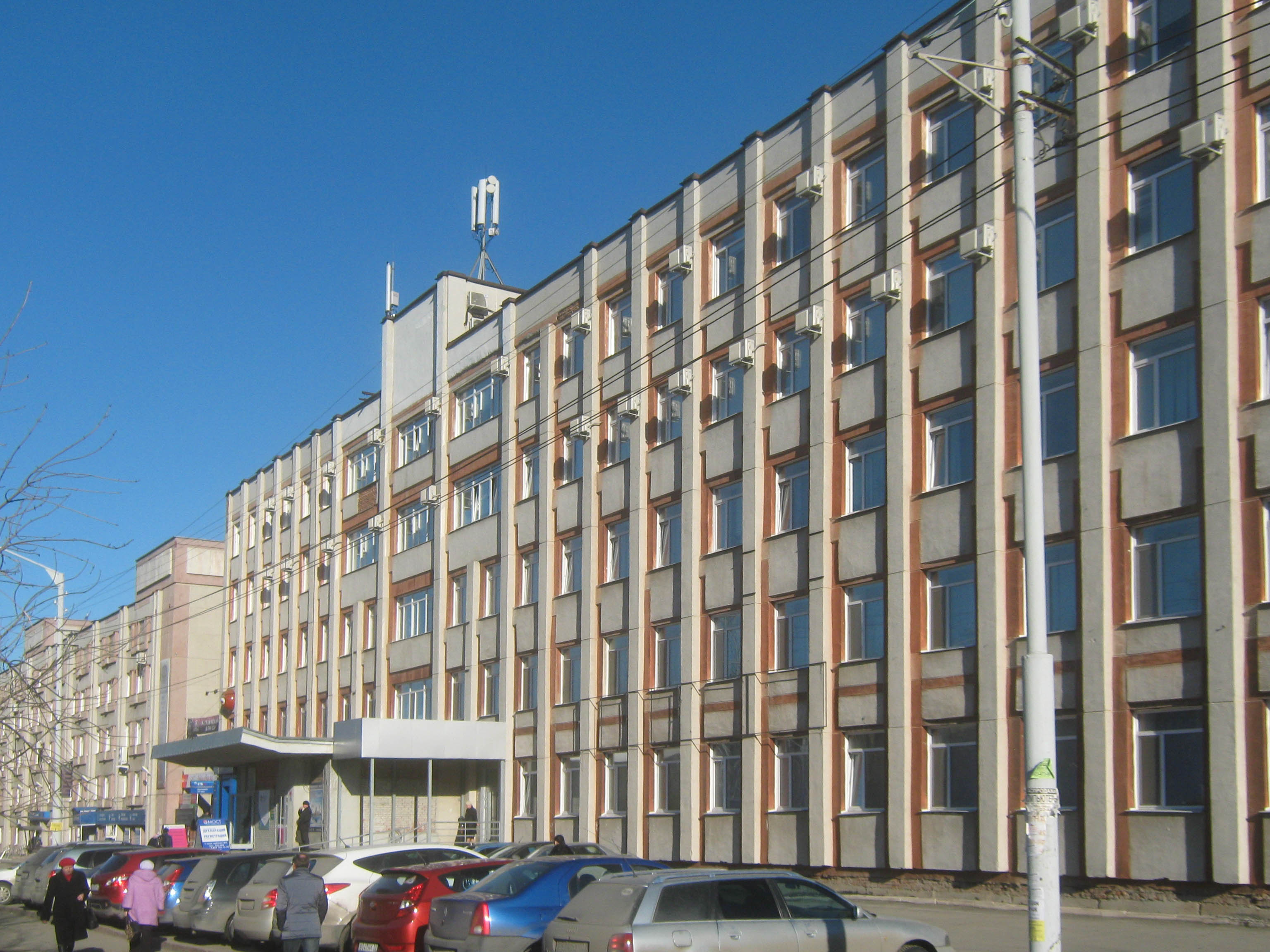
Заводоуправление ТИЗа в 197х—2008 годах, улица Нахимова, 8.

К 2003 году численность работающих на заводе сократилась с 3,5 тысяч до 2 тысяч, а к 2005 — до 878 человек, предприятие задолжало 160 млн рублей Банку Москвы и 69 млн рублей налогов. Долги были сосредоточены в одной из подконтрольных компаний, которая впоследствии была обанкрочена. Недвижимость и земельный участок выкупаются Михаилом Карнаковым, а оборудование — его партнёром Григорием Семеновым, который с 2008 года постепенно переносит производство в деревню Лоскутово (Кировский район Томска). С 2006 года на старой площадке «Новосибирский промстройпроект» планировал построить крупный торговый центр, однако из-за кризиса 2008 года планы не сбылись, участок был выставлен на продажу.
К 2012 году завод становится единственным в стране производителем специализированного осевого металлорежущего инструмента. Мощность — до 2,5 млн штук ежемесячно. У предприятия 1,5 тысячи клиентов. При этом накопленная кредитная задолженность перед «Сбербанком» составила 300 млн рублей, были предприняты попытки найти инвестора в лице Московского инструментального завода (осколок московского завода «Фрезер»), принадлежащего ОАО ИК «Титул», но сделка не состоялась. «Сбербанк» пытается силовым способом завладеть помещениями завода. В 2013 году бывший работник завода и владелец местной розничной сети «Инструмент-маркет» В. И. Карпов выкупает у Г. В. Семенова предприятие вместе с долгами.
Новый собственник в период 2014—2017 годов итенсивно обновляет парк оборудования.
Начатая в 1970-е годы ориентация на авиационные предприятия теперь стала основной линией продаж — более половины продукции отгружается компаниям «Сухой», «Авиастар-СП», корпорация «Иркут», «Роствертол» и ААК «Прогресс».
На предприятии выходит газета «Томский инструментальщик» и имеется музей.

## Директора
- Лев Давыдович Будницкий (1962—1989);
- Сергей Николаевич Никитенко (1989—2003);
- Михаил Георгиевич Карнаков (2003—2005);
- Григорий Валерьевич Семенов (2005—2013);
- Сергей Григорьевич Шварцев (с 2013).